# 태합입지전 시리즈
태합입지전 시리즈(일본어: 太閤立志伝シリーズ)는 코에이에서 발매되고 있는 컴퓨터 게임 시리즈로, 도요토미 히데요시의 입지 출세를 테마로 하고 있다. 제1탄 PC판은 1992년에 발매되어, 2009년 현재, 5번째 작품인 태합입지전V까지 발매되었다.
장르에 대해서 코에이는 자사에서 정한 독자적인 장르명인 리코에이션 게임(REKOEITION, 시뮬레이션 게임과 롤플레잉 게임의 절충)이라고 부르고 있다.

## 특징
기본적인 게임의 흐름으로는, 플레이어는 하급무사 시대의 히데요시, 즉 기노시타 도키치로(木下藤吉郎)가 되어, 신분이 낮을 때는 '평정(評定, 회의)'에 출석하여 '주명(主命)'이라 불리는 다양한 종류의 업무를 명령 받고, 그 결과에 의한 공적을 모으는 것으로서 신분을 높여, 가로, 성주, 다이묘로 출세해 나가는 게임이다. 게임의 최종 목적은 플레이어 다이묘 가문이 전국을 통일하는 것, 혹은 플레이어가 조정으로부터 간파쿠 등의 최고위 관직에 서임되는 것이다. 단, 《V》에서는 무사 이외의 세력으로 플레이가 가능하여, 최종 목적도 여러 종류가 존재한다. 히데요시와 무장 사이에는 우호도나 친밀도가 설정되어 있는데, 그것이 높으면 등용에 성공하는 것이 쉬워지고, 쉽게 배신당하지 않게 되며, 기능을 사사하거나 받을 수 있게 된다. 그리고 각 무장에게는 기호나 성격 등도 설정되어 있고, 그에 어울리는 선물을 주는 것 등으로 친밀도를 쉽게 높일 수 있게 된다. 《III》에서는 파벌도 존재하여, 자신의 파벌을 키우는 것으로 평정에서 의견이 쉽게 통하게 된다.
주명과 주명의 사이의 시간을 이용하여, 능력이나 기능을 스스로 닦을 수도 있다. 기능은 동료로부터 배우는 것 이외에, 마을 등에 있는 시설에서 배워서 터득할 수 있는 것도 있다. 또 변설을 높여 두는 것으로 개인전 때에 상대를 도발할 수 있게 되는 등, 일견 관계없을 것 같은 기능끼리 관련된 것도 있다.
나아가 신분이 높아져 성주나 국주가 되면, 지금까지의 주명을 받았던 입장에서 부하들에게 주명을 내리는 입장이 된다. 이후는 노부나가의 전국통일을 위해 한층 더 적극적으로 보좌해 나가지만, 도중에 혼노지의 변이 일어나기도 하는데, 그 경우는 노부나가의 유지를 이어 받아 스스로 전국통일을 목표로 하게 된다. 혼노지의 변이 일어나지 않아도, 모반을 일으켜 노부나가로부터 독립하는 것도 가능하다. 또한, 본 시리즈에서는 역사적 사실인 히데요시가 만년에 행한 조선침략 관련 이벤트는 일절 수록되지 않았다. 이는 앞서 서술한 게임의 최종 목적을 생각해보면 이미 간파쿠 히데요시에 의한 통일 정권이 성립된 이 시기는 게임의 목적 자체를 넘어선 일이기 때문이다. 《IV》와 《V》에 수록되어 있는 히데요시의 아시가루 조장 시대 이외의 시나리오의 년대도 고마키·나가쿠테 전투 무렵까지의 것, 혹은 히데요시 사후의 것으로 되어 있다.
자유도가 높은 것은 첫 작품부터의 전통으로, 평정에서 주명을 완수하는 것 이외는 원칙적으로 그것 이외의 시간은 무엇을 해도 관계가 없다. 또 《II》 이후에서는, 노부나가에게서 이반하여 다른 다이묘에게 사관하거나 낭인이 되어 떠도는 것도 가능하다. 《IV》와 《V》에서는 플레이어가 선택할 수 있는 인물의 폭도 한층 넓어져, 상인이나 닌자가 되는 등 자유롭게 삶의 방법도 변경할 수 있다.
본작 이외의 코에이의 다른 역사 게임과 비교할 경우의 특색으로서는, 개인 단위의 플레이로, 게다가 시간의 경과가 1일 단위인 것 등을 들 수 있다. 한 사람의 인물과 그의 인간관계에 중점을 맞추고, 나아가 맵 위를 한 사람으로 이동할 수 있는 것 등은 플레이하는 감각이 다른 작품과 크게 다르다. 또 코에이의 다른 시리즈가 기본 게임 시스템을 빈번하게 변경하는 것에 대해, 본 시리즈는 비교적 시스템의 변경이 적다.
본 시리즈 이외에서 코에이가 시리즈 작품을 5작 이상 발매하고 있는 역사 시뮬레이션 게임은, 2008년 현재 노부나가의 야망 시리즈와 삼국지 시리즈, '외전'도 포함 한다면 대항해시대 시리즈뿐이다.

## 작품 일람
- 태합입지전

- 후의 작품의 기본이 된 초기작. 1992년 발매.

- 태합입지전II

- 동행자 시스템, 신무장 플레이 등을 탑재. 히데요시 이외로도 플레이 가능. 1995년 발매. 후에 휴대전화 전용 《모바일 태합입지전》의 베이스로 이식되었다.

- 태합입지전III

- 스토리가 중시되고, 각 무장의 그림이 준비되었지만, 다른 작품에 비해 자유도가 낮았다. 1999년 발매.

- 태합입지전IV

- 카드제 시스템으로 바뀌고, 주인공이 대폭 증가했다. 상인이나 닌자로의 플레이도 가능하게 되었다. 2001년 발매.

- 태합입지전V

- 한층 더 다양한 면에서 자유도가 높아졌다. 윈도우판은 이벤트 컨버터 탑재. 2004년 발매.

## 시설
시리즈 각 작품에서 거의 공통적으로 사용되고 있기 때문에, 기본적으로는 시설 명칭과 기능 명칭 등을 《V》를 베이스로 설명한다. 《V》에서는 각 시설을 나타내는 아이콘이 화투패의 무늬를 모티브로 하고 있다. 또 이것 이외에 아이템을 구입할 수 있는 행상인이나, 오슈의 마상인이나 암상인 등도 있다.

### 성의 시설
성
다이묘(성주나 국주)가 있고, 평정이 열린다. 또, 무사 플레이에서 주명의 성과를 보고할 때에도 가게 된다. 외에도 물품의 헌상이나, 방침을 듣거나 하는 것도 할 수 있다. 첫 작품에서는 희메(姫)의 거실에 잠입할 수 있다. 《II》, 《IV》, 《V》에서는 출분(出奔)을 신청할 수도 있다. 자신이 성주 이상인 경우는 자택이 된다.
무가댁
무장이 있고, 다도를 열거나 선물을 주거나 하는 것으로 친밀도를 올린다. 친밀도를 올리는 것으로 기능을 사사를 받거나 정보를 듣는 것이 가능하다.
자택(혹은 귀택帰宅)
무가댁에서 자신의 집(성주 이상에게는 성)을 선택하는 것과 차이는 없지만, 보다 귀가가 편리하게 되어 있다.
성 연병장(《IV》에서는 연병소練兵所)
병사의 훈련도를 높이거나, 베품을 행하여 사기를 올릴 수 있다. 《IV》 이후에 존재한다. 《III》까지는 주명을 받고 성에 들어가면 훈련을 실행할 것인지의 선택지가 나온다.

### 마을의 시설
미옥(米屋)
병량의 매매나 쌀의 시세를 조사할 수 있다.
마옥(馬屋)
군마 구입이나 말의 시세 조사, 나아가 '기마(騎馬)'의 사사, 혹은 습득에 필요한 허드렛일을 할 수 있다.
술집
술을 마시거나 구입하거나 하는 것 외에, '진치로린(ちんちろりん)'이나 '오이쵸카부(おいちょかぶ)', '핀코로(ピンころ)'라고 하는 도박도 할 수 있다. 무장이나 여행자가 있을 때도 있다. 《V》에서는 경호원을 고용하거나 사사 받거나 하는 것도 가능하다.
여관
체력 회복에 이용하거나, 여행자에게서 정보를 얻을 수 있다. 《II》에서는 동행자에게서 기능을 사사 받게 된다. 《IV》, 《V》에서는 여관 아가씨(宿屋娘)가 있다.
조합(座)
《IV》, 《V》에 있다. 교역품을 구입하거나, 일을 받을 수 있다.
민가
낭인이나 농민이 있고, 대화하거나 정보를 얻을 수 있다. 《V》에서는 상가에 소속된 인물도 있다.
상가
무구나 다기, 책 등의 매매가 가능한 것 외에, '산술'을 사사 받을 수 있다. 《IV》, 《V》에서는 상가에 취직도 할 수 있다.
도장(혹은 검술도장)
'무예'의 사사나 무구의 감정을 받을 수 있다. 《III》에서는 '무력'을 높이는 것도 가능하다. 《IV》에서는 마을에 없고 성에 있다. 《V》에서는 문하에 입문할 수 있다.
대장간(鍛冶屋)
철포나 대통(大筒, 대포)의 구입, '철포'의 사사, 혹은 '철포' 기능이나 대장장이 기술 습득에 필요한 허드렛일을 할 수 있다.
의사댁
병의 치료나, 약을 구입할 수 있다. 《IV》, 《V》에서는 '의술'의 사사도 가능하다.
절
'예법' 사사나 책 감정이 가능하다. 《II》에서는 다이묘 정보를 듣는 것, 설법을 듣든 것으로 '통솔'이나 '내정'을 높이거나, 외교 의뢰 등을 받는 것도 할 수 있다. 《V》에서는 보시를 행하여 악한 일을 하면 올라가는 '악명'을 낮출 수 있다.
다인댁(茶人宅, 혹은 다실)
다기의 매매나 감정, '다도' 사사 등이 가능하다. 《II》에서는 다른 가문의 무장 정보를 얻거나, 친교를 맺거나 하는 것도 가능하다.
직인댁(職人宅, 혹은 화가공방絵師工房)
예술품의 제작이나 감정을 받는 것이 가능하다. 《II》에서는 남만 물품의 감정도 가능하다.
남만상관
남만 물품의 매매, 감정 등이 가능하다. 도검 등은 상가보다 높은 가격을 받을 수 있는 것도 있다.
남만사(南蛮寺, 《II》에서는 교회)
'개간'을 사사 받거나, 조언을 구할 수 있다. 남만상관에의 소개장을 내어 주면, 철포나 대포 등을 거래할 수 있게 된다. 《II》에서는 봉사활동을 행하는 것으로 '매력'이나 '외교'를 높이거나, 다이묘 간의 외교관계를 듣거나 하는 것도 할 수 있다.
공가댁(公家宅)
구게와의 친밀도를 높이고, 조정에의 조언을 부탁할 수 있다. 《V》에서는 강화의 칙명이나 전쟁 명문을 얻을 수도 있다.
어소
조정과의 외교를 행하는 곳이지만, 통상은 직접 행해도 의미가 없다.
닌자 저택(忍者屋敷, 《III》에서는 수수께끼 저택)
'난파(乱波, 첩자)'의 사사를 받거나, 각종 공작의 의뢰를 할 수 있다. 《IV》, 《V》에서는 「닌자 마을」로서 마을로부터 독립해, 기능명도 '인술'이 되었다.
항구(商港)
《II》에서만 존재한다. 다른 항구 마을로 이동할 수 있고, 육지로 이어져 있지 않은 장소로 가기 위해 필요하다. 이동에는 거리만큼의 비용과 시간이 걸린다.

### 닌자 마을(忍びの里), 해적 요새(海賊砦)의 시설
이하는 《IV》, 《V》에서만 존재한다.
닌자 저택(忍び屋敷)ㆍ해적 저택(海賊屋敷)
무사의 경우의 성에 해당하는 시설이다. 평정이 열리거나, 외교 교섭 및 공작 의뢰를 행할 수 있다.
마을 연병장ㆍ요새 연병장
무사의 경우의 성 연병장에 해당하는 시설이다.
마을 수업장ㆍ요새 수업장
수업을 받을 수 있다. 닌자 마을에서는 '인술', 해적 요새에서는 '수군'의 사사를 받을 수 있다. 마을(요새) 특유의 기능 카드를 입수할 수 있는 경우도 있다. 《IV》에서는 '단련장1'부터 '단련장4'까지의 4개가 존재하는데 '3' 이후는 마을의 규모 확대에 따라 출현한다.
조선소
요새의 기술에 대응하는 선박을 건조할 수 있다.
닌자댁ㆍ해적댁
무사의 경우의 무가댁에 해당한다.

## 같이 보기
- 대항해시대 시리즈 - 본 시리즈와 같은 리코에이션 게임에 속하여, 《태합입지전》 첫 번째 작품에 《대항해시대》 첫 번째 작품의 주인공 레온 페레로가 등장하고 이후, 모든 작품에서 동 시리즈의 등장인물이 남만상관의 주인으로서 등장한다. 그 외에 아이템 등에서도 공통되는 부분이 보인다. 다만 레온은 1502년의 시점에서 16세인데, 1560년부터 시작하는 이야기에서 젊은 모습으로 나오고 있고, 특유의 빨간 머리가 아닌 금발로 등장하는 점으로 인해, 같은 이름의 손자라고 말해지고 있다.
- 노부나가의 야망 창천록 - 2008년 현재 노부나가의 야망 시리즈로서 유일하게 본 시리즈와 같은 개인 무장 플레이가 가능한 작품이다.
- 삼국지 시리즈 중에서 전 무장 플레이가 가능한 작품

- 삼국지VII
- 삼국지VIII
- 삼국지X